# ZSSK-Baureihe 756
Die Fahrzeuge der ZSSK-Baureihe 756 sind dieselelektrische Lokomotiven der slowakischen Železničná spoločnosť Slovensko (ZSSK) für den schweren Güterverkehr. Sie entstanden im Rahmen eines Rekonstruktionsprogrammes aus Fahrzeugen der Baureihen 750 und 753 (vormals T 478.3) bei ŽOS Zvolen als lizenzierter Nachbau der ČD-Baureihe 753.7 von CZ Loko.

## Geschichte
Die Lokomotiven der ČD-Baureihe 753.7 entstanden bei CZ Loko in Česká Třebová aus den Fahrzeugen der Baureihe 750, die in den 1970er Jahren von ČKD Praha für die damaligen Tschechoslowakischen Staatsbahnen (ČSD) als Reihe T 478.3 gebaut worden waren.
Da sich die Lokomotiven im Betrieb gut bewährten, wollte auch die slowakische ZSSK einige ihrer zahlreich vorhandenen T 478.3 umbauen und führte mit CZ Loko Lizenzverhandlungen über den Nachbau der Lokomotiven. Nach 2000 erhielt ŽOS Zvolen den Auftrag zum Nachbau.
Von den Spenderlokomotiven blieben nur Rahmen, Fahrzeugkasten und Drehgestelle. Die gesamte Antriebsanlage und die Führerstände wurde erneuert. Als Hauptantrieb wurde ein neuer Dieselmotor des Typs CAT 3512 B von Caterpillar eingebaut. Die neuen Lokomotiven wurden wie folgt bezeichnet:
- 756 001-4 – Umbau ŽOS Zvolen (ex 750 219-8)
- 756 002-2 – Umbau ŽOS Zvolen (ex 753 053-8)
- 756 003-0 – Umbau ŽOS Zvolen (ex 750 149-7)
- 756 004-8 – Umbau ŽOS Zvolen (ex 753 147-8)
- 756 005-5 – Umbau ŽOS Zvolen (ex 753 165-0)
- 756 006-3 – Umbau ŽOS Zvolen (ex 753 220-3)
- 756 007-1 – Umbau ŽOS Zvolen (ex 753 256-7)
- 756 008-9 – Umbau ŽOS Zvolen (ex 753 299-7)
- 756 009-7 – Umbau ŽOS Zvolen (ex 753 255-9)
- 756 010-5 – Umbau ŽOS Zvolen (ex 753 237-7)

## Einsatz
Die vorhandenen zehn Lokomotiven haben sich im Betrieb bewährt. Sie zeichnen sich durch die Zuverlässigkeit des neuen Dieselmotors aus, sind im Dieselverbrauch sparsamer und haben einen geringeren Wartungsaufwand als die Ursprungsversion. Die erste Lokomotive wurde 2008 umgebaut, bis 2010 wurde das Umbauprogramm abgeschlossen. Sie werden seither paarweise im Güterverkehr auf der Strecke Zvolen – Košice sowie nach Žilina, Vrútky und anderen Zielen eingesetzt.

## Technische Beschreibung
Die Lokomotiven sind identisch mit der ČD-Baureihe 753.7. Sie wurden ferner mit den für die Slowakei typischen Ausführungsmerkmalen wie Bremse und der elektronischen Fahrzeugsteuerung Moris RV06-756 ausgestattet. Durch dieses Steuersystem wird die Bedienung der Lokomotive beim Fahren und Bremsen wesentlich vereinfacht sowie die Steuerung einer Lokomotive in Mehrfachtraktion übernommen.